# 凹子底駅

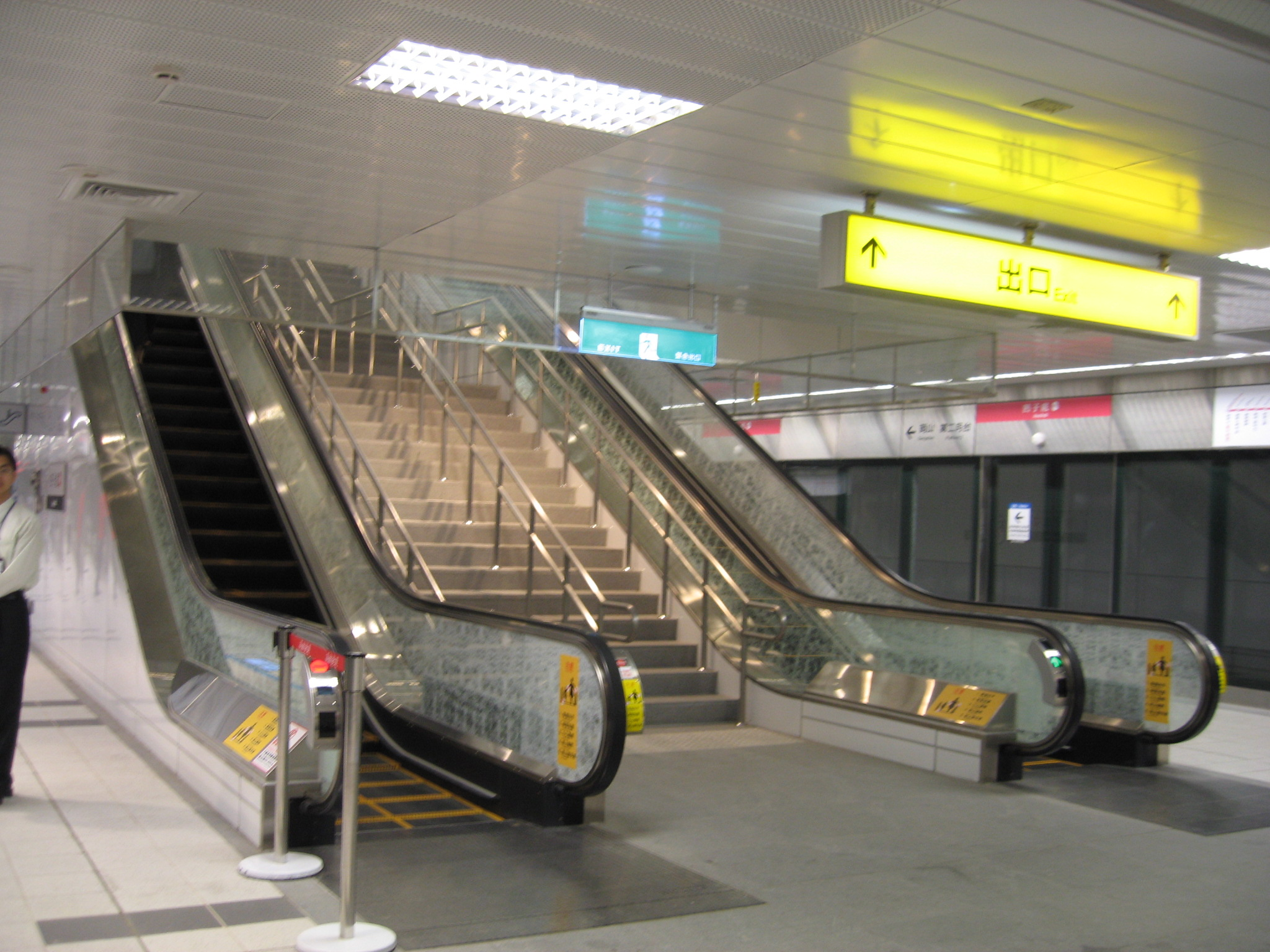
凹子底駅ホーム

凹子底駅（おうしていえき）は台湾高雄市左営区と鼓山区の境界にある高雄捷運紅線の駅。博愛二路と大順一路との交差点に位置し、駅番号はR13。高雄捷運環状軽軌の愛河之心駅が本駅出口1近くの大順一路上で乗換え可能。台湾語の放送では古い地名の漯仔底（lap-á-té \ ラッバテー）と発音している。

## 歴史
- 2008年3月9日 - 高雄捷運紅線の「橋頭駅～小港駅」間が正式に開通した[1]。

## 駅構造
- 3層構造でホームドア付き島式ホーム1面2線の地下駅であり、4箇所の出入口がある。

### 駅階層
| 地面    | 出入口                         | 出入口                                     |
| 地下2階 | コンコース階                   | コンコース、案内所、自動券売機、自動改札口 |
| 地下2階 | コンコース階                   | トイレ（改札口の外、出口2、4近く）         |
| 地下3階 | 1番ホーム                      | ←■紅線 高雄車站・小港方面（後驛駅）        |
| 地下3階 | 島式ホーム、左側のドアが開く。 |                                            |
| 地下3階 | 2番ホーム                      | ■紅線 左営／高鉄・岡山駅方面（巨蛋駅）→    |

### 駅出口
出口1、2は駅南端、出口3、4は駅北端にあり、出口1、4にはバリアフリーのエレベーターがある。
- 出口1：龍華国小脇
- 出口2：博愛二路に近接、大順一路交差点
- 出口3：博愛路忠言路交差点(博正医院前)
- 出口4：高等法院近く(農16・高雄市副都心予定地)

## 利用状況
| 年   | 年間      | 年間      | 年間      | 年間     | 1日平均 | 1日平均 |
| 年   | 乗車      | 下車      | 乗下車計  | 出典     | 乗車    | 乗下車  |
| ---- | --------- | --------- | --------- | -------- | ------- | ------- |
| 2008 | 838,224   | 872,732   | 1,710,956 | [ 注 1 ] | 3,116   | 6,360   |
| 2009 | 1,121,464 | 1,165,163 | 2,286,627 | [ * 2 ]  | 3,073   | 6,265   |
| 2010 | 1,265,185 | 1,344,762 | 2,609,947 | [ * 3 ]  | 3,466   | 7,151   |
| 2011 | 1,344,501 | 1,435,877 | 2,780,378 | [ * 4 ]  | 3,684   | 7,617   |
| 2012 | 1,561,412 | 1,641,483 | 3,202,895 | [ * 4 ]  | 4,266   | 8,751   |
| 2013 | 1,689,699 | 1,783,477 | 3,473,176 | [ * 4 ]  | 4,629   | 9,516   |
| 2014 | 1,706,889 | 1,773,941 | 3,480,830 | [ * 4 ]  | 4,676   | 9,537   |
| 2015 | 1,707,424 | 1,786,851 | 3,494,275 | [ * 4 ]  | 4,678   | 9,573   |
| 2016 | 1,810,160 | 1,892,628 | 3,702,788 | [ * 4 ]  | 4,946   | 10,117  |
| 2017 | 1,841,397 | 1,925,592 | 3,766,989 | [ * 4 ]  | 5,045   | 10,321  |
| 2018 | 1,906,204 | 2,010,245 | 3,916,449 | [ * 4 ]  | 5,222   | 10,730  |
| 2019 | 1,891,171 | 2,019,602 | 3,910,773 | [ * 4 ]  | 5,181   | 10,714  |
| 2020 | 1,489,145 | 1,580,528 | 3,069,673 | [ * 4 ]  | 4,069   | 8,387   |

- 統計に関する出典

註釈
1. ↑  3月8日開業後の運営日数は296日だが、統計は有料化開始の4月7日以降269日で算出している[* 1] ）

出典
1. ↑  （繁体字中国語）高雄捷運公司 (2009年1月10日). “高雄都會區大眾捷運系統各站旅運量統計表”.   高雄市政府交通局. p. 頁10. 2019年5月5日閲覧。
2. ↑  （繁体字中国語）“高雄都會區大眾捷運系統各站旅運量統計表 中華民國98年”.   高雄市政府捷運工程局. p. 頁13 (2009年1月10日). 2019年10月27日閲覧。
3. ↑  （繁体字中国語）“高雄都會區大眾捷運系統各站旅運量統計表 中華民國99年”.   高雄市政府捷運工程局. p. 頁13. 2019年10月27日閲覧。
4. ↑  （繁体字中国語）“高雄都會區大眾捷運系統各站旅運量-年 依 年, 捷運站別 與 入出站”.   高雄市政府交通局 (2021年3月12日). 2021年3月12日閲覧。 高雄市統計資訊服務網

## 隣の駅
高雄捷運
■紅線
巨蛋駅 - 凹子底駅 - 後驛駅
■環状軽軌
龍華国小駅 - 愛河之心駅 - 新上国小駅